# Alue Perman
Alue Perman is een bestuurslaag in het regentschap Aceh Barat van de provincie Atjeh, Indonesië. Alue Perman telde 274 inwoners bij de volkstelling in 2010. In 2016 was dit aantal aangegroeid tot 313.